# If Love Be True
If Love Be True è un cortometraggio muto del 1909. Il nome del regista non viene riportato nei credit del film che ha come interprete Harry Myers.

## Produzione
Il film fu prodotto dalla Lubin Manufacturing Company.

## Distribuzione
Distribuito dalla Lubin Manufacturing Company, il film - un cortometraggio in una bobina - uscì nelle sale cinematografiche statunitensi il 9 dicembre 1909.